# Jeux du Commonwealth de 2022
 (juin 2024).
Navigation
Édition précédente Édition suivante
Les Jeux du Commonwealth de 2022, officiellement connus sous le nom de un ou plusieurs de XXIIes Jeux du Commonwealth et communément appelés Birmingham 2022, sont une compétition multisports pour les membres du Commonwealth qui se déroule à Birmingham, en Angleterre, du 28 juillet au 26 août 2022. C'est la troisième fois que l'Angleterre accueille les Jeux après ceux de Londres en 1934 et de Manchester en 2002. Les Jeux avaient été initialement attribués à Durban, en Afrique du Sud, qui s'est retirée en 2017 en raison de problèmes financiers.

## Sélection de la ville hôte

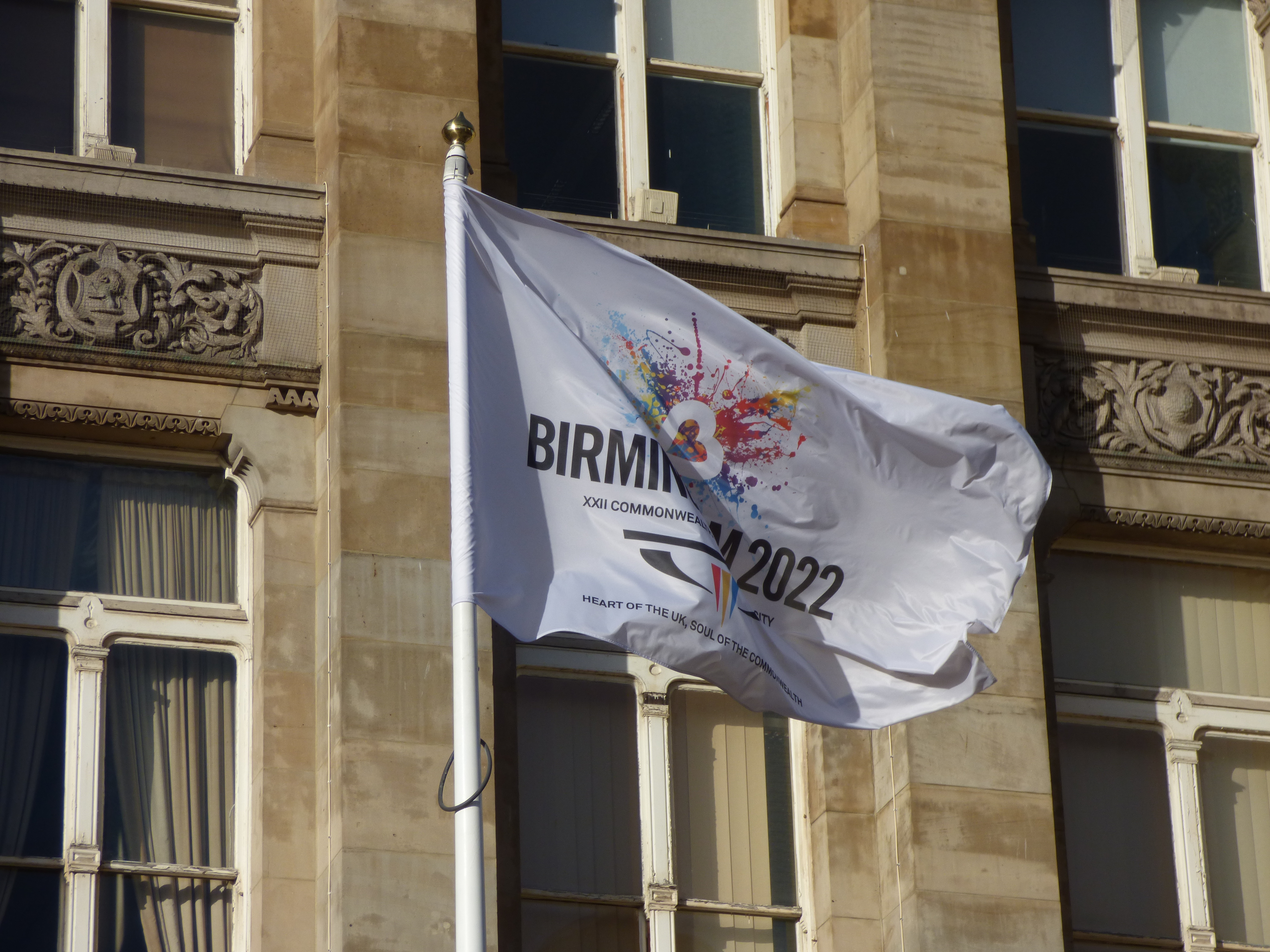
Drapeau Birmingham 2022 (avec logo d'appel d'offres) à Victoria Square, Birmingham en janvier 2018

Durban, en Afrique du Sud et Edmonton, au Canada, sont les deux villes qui ont fait une proposition pour organiser les jeux. Cependant Edmonton retire sa candidature en février 2015, laissant Durban seule en lice lors de l'Assemblée générale du CGF en septembre 2015. Seule candidate, Durban est ainsi désignée pour organiser les jeux. Elle envisageait auparavant de faire une offre pour les 2020 ou Jeux olympiques d'été de 2024, mais a ensuite abandonné l'idée car elle voulait se concentrer sur les Jeux du Commonwealth de 2022. Cela aurait marqué la première fois que les jeux se tiendraient en Afrique et la deuxième fois qu'une République du Commonwealth aurait accueilli, après Delhi, en Inde en 2010. Les jeux devaient s'ouvrir le 18 juillet 2022, coïncidant avec l'anniversaire de feu le président sud-africain, Nelson Mandela. En février 2017, une information des médias annonce que Durban pourrait ne pas être en mesure d'héberger les jeux en raison de contraintes financières. Cela est confirmé un mois plus tard, le 13 mars, lorsque le CGF décide ne pas retenir la candidature de la ville.

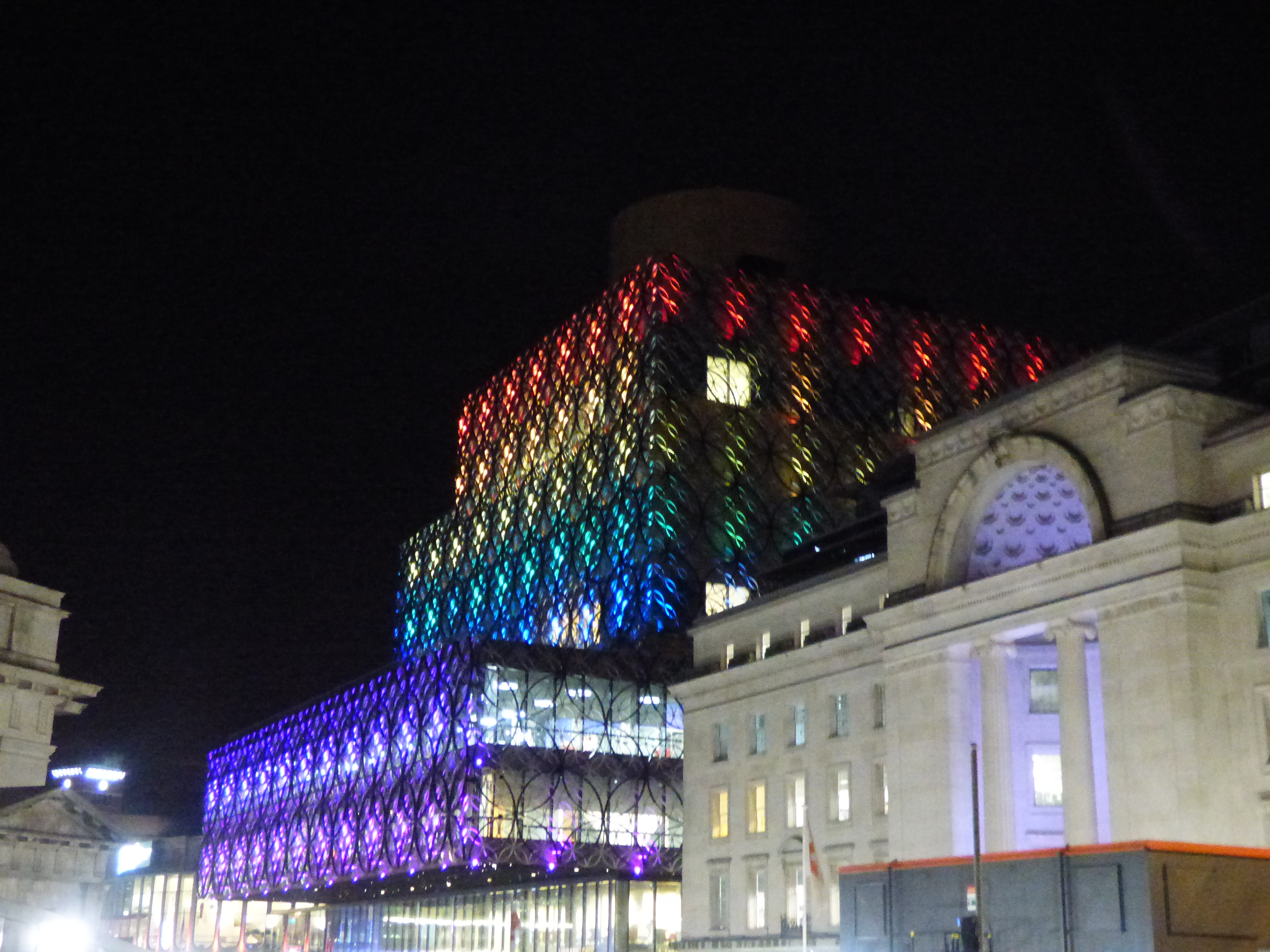
The Library of Birmingham illuminée pour célébrer la sélection pour l'organisation des Jeux du Commonwealth de 2022.

Le processus de candidature est alors relancé avec les villes anglaises de Liverpool et Birmingham qui expriment leur intérêt à accueillir les Jeux. Le 14 mars, Manchester, qui a précédemment accueilli l'édition de 2002, fait part de son intérêt à accueillir de nouveau les Jeux. Une offre conjointe de Birmingham, Liverpool, Londres et Manchester est également envisagée. Mais le 27 avril, le Conseil municipal de Manchester annonce que la ville ne sera pas candidate unique pour les Jeux, car il juge « inapproprié » que les hôtes de 2002 concourent contre d'autres villes anglaises pour l'événement, mais pourraient co-accueillir les Jeux avec d'autres villes anglaises.
En avril 2017, le gouvernement britannique demande aux conseils municipaux de soumettre des propositions pour accueillir les Jeux de 2022. Seuls Liverpool et Birmingham ont soumis des candidatures officielles au Département du Numérique, de la Culture, des Médias et du Sport. Londres refuse de soumissionner, citant son objectif d'accueillir les Championnats du monde d'athlétisme 2017 et Championnats du monde d'athlétisme handisport. Début septembre 2017, Birmingham est sélectionnée contre Liverpool,.
Le CGF fixe la date limite de soumission des offres au 30 septembre 2017 et annonce que son conseil d'administration révèlera le nom de la ville-hôte d'ici la fin de la même année. Les Jeux du Commonwealth Angleterre propose ainsi Birmingham au CGF avant la date limite. Cependant, le dossier n'étant pas entièrement conforme, le processus est prolongé jusqu'au 30 novembre suivant. Le CGF a 170 questions concernant la candidature de Birmingham. Le 21 décembre 2017, Birmingham est désignée en tant qu'hôte par la voix de Louise Martin, présidente du CGF, lors d'une conférence de presse à l'Arena Academy de Birmingham.
| Ville      | Pays           | Votes                                 |
| ---------- | -------------- | ------------------------------------- |
| Birmingham | Angleterre     | Unanimité (2017)                      |
| Durban     | Afrique du Sud | Candidat unique (2015) Forfait (2017) |

## Développement et préparation
Le Comité d'organisation de Birmingham (« Birmingham Organising Committee for the 2022 Commonwealth Games », BOCCG) est responsable de la planification et de la livraison opérationnelle des Jeux. Cela comprend la gestion des sports, des sites et des compétitions, la vente des billets, toutes les cérémonies et le relais Queen's Baton. Le siège du comité d'organisation est situé dans le bâtiment One Brindleyplace (en) et a pris ses fonctions jusqu'en décembre 2022.
En mars 2018, le BOCCG a versé 25 millions de livres sterling (35 millions de dollars) au CGF pour le droit d'accueillir les Jeux du Commonwealth de 2022. Les frais comprenaient les 20 millions de livres sterling (28 millions de dollars) pour les frais d'hébergement des Jeux et 5 millions de livres sterling (7 millions de dollars) pour les travaux de développement dans le Commonwealth.
En juillet 2018, le Premier ministre britannique Theresa May a nommé John Crabtree OBE à la présidence du BOCCG. En janvier 2019, Ian Reid a été nommé directeur général du BOCCG. Le 6 juin 2019, le gouvernement britannique a présenté le projet de loi sur les Jeux du Commonwealth qui garantissait l'interdiction de la vente non autorisée de billets pour les Jeux, un flux efficace de transport autour des sites des Jeux, une protection complète des droits commerciaux et la conformité avec des règles de convenance financière par le financement du BOCCG par le gouvernement. Le projet de loi a reçu la sanction royale et a été adopté sous le nom de Birmingham Commonwealth Games Act 2020 le 25 juin 2020.
En juin 2020, il a été annoncé que l'ensemble du calendrier des Jeux serait retardé d'un jour pour réduire les conflits avec les événements sportifs reprogrammés en raison de la pandémie de Covid-19, en particulier le Championnat d'Europe féminin de football 2022 (qui se déroule du 6 au 31 juillet en Angleterre ; la cérémonie d'ouverture aurait été en conflit avec l'un des matchs de demi-finale), et les Championnats du monde d'athlétisme 2022 (qui se tiennent du 15 au 24 juillet). Tous les athlètes et officiels sont tenus de fournir une preuve de test négatif pour Covid-19 sur un test PCR avant le départ et à l'arrivée ; les infections pendant les Jeux seront[Passage à actualiser] traitées au cas par cas, les athlètes n'étant pas nécessairement tenus de se retirer ou de divulguer publiquement leur infection. Commonwealth Games Australia a estimé que les protocoles étaient moins stricts et plus "assouplis" que prévu, et a déclaré qu'il prévoyait d'imposer des protocoles de biosécurité plus stricts à ses athlètes pour assurer leur sécurité,,.

### Village des athlètes
Le 11 août 2020, le BOCCG a annoncé que les athlètes et les officiels d'équipe seraient logés dans trois villages « campus » à proximité des sites de compétition de l'université de Birmingham, de l'université de Warwick et de la NEC Campus hôtelier. Environ 1 600 athlètes et officiels devraient être[Passage à actualiser] hébergés au NEC Hotel Campus, 1 900 à l'université de Warwick et le village principal avec 2 800 à l'université de Birmingham.

### Transport

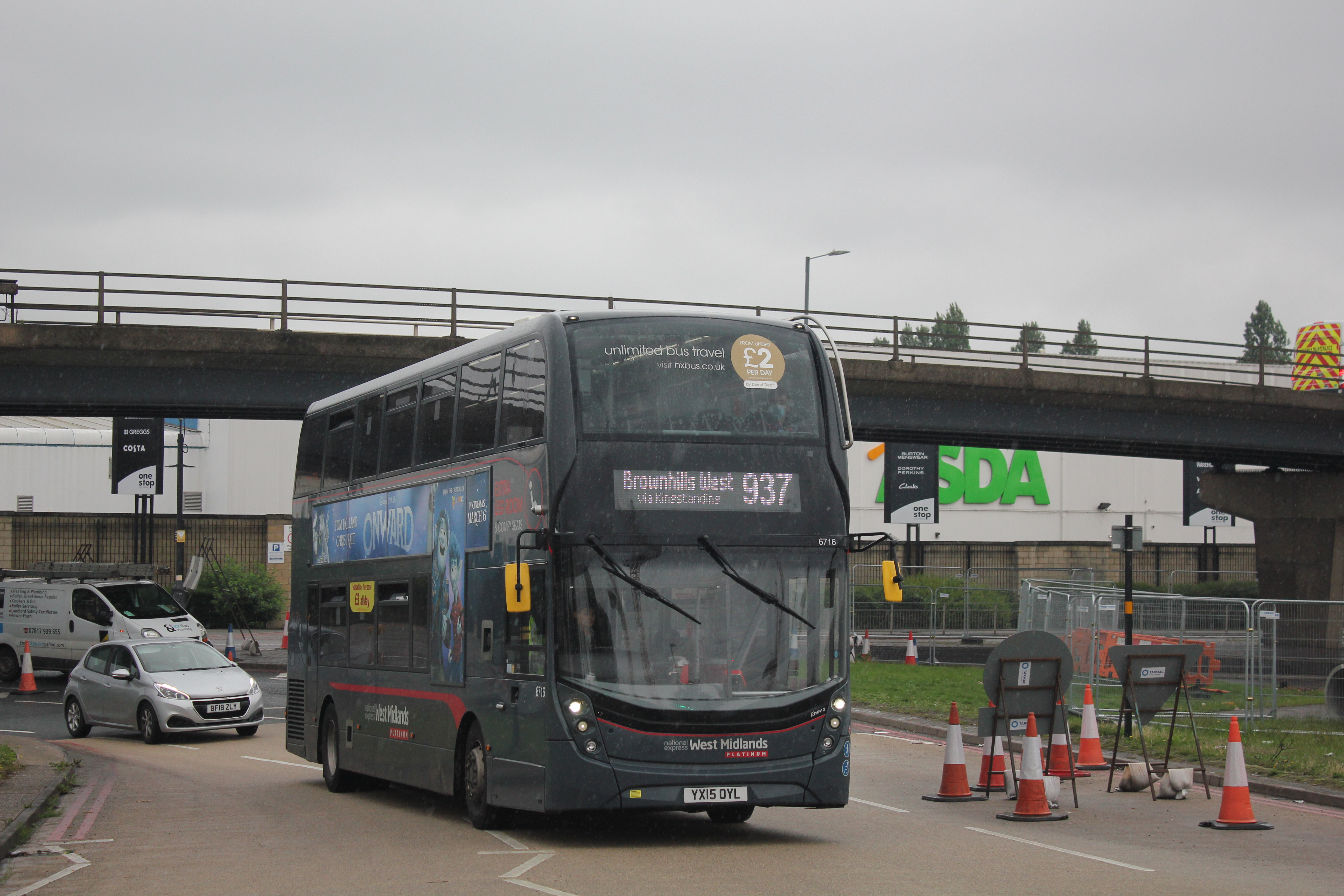
Part of the A34 flyover in Perry Barr, which is set to be demolished

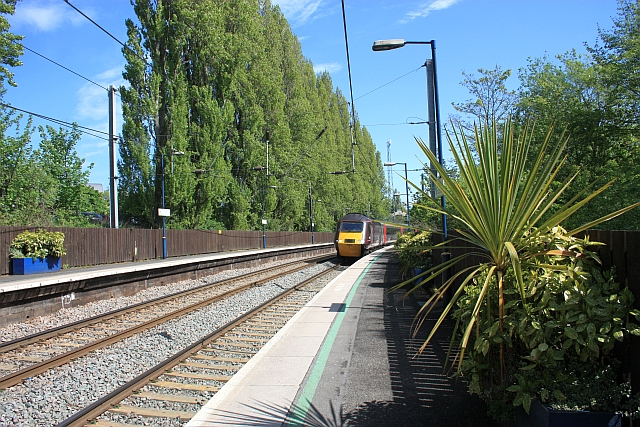
Station Université, en cours de rénovation

Le survol de l'A34 à Perry Barr sera[Passage à actualiser] démoli au profit d'une route à deux voies au niveau du sol, d'une piste cyclable et de services de transport public améliorés qui ont été approuvés par le conseil municipal de Birmingham en octobre 2019 dans le cadre de son programme de 27,1 millions de livres sterling.
Le conseil municipal a annoncé en janvier 2020 que le dépôt de bus National Express existant à Perry Barr serait démoli car le site du dépôt serait utilisé pour construire la phase deux du village des athlètes. Un dépôt de remplacement sera[Passage à actualiser] construit sur un terrain appartenant en grande partie au conseil municipal à proximité d'Aston Lane, pour un coût de 16 millions de livres sterling, soit huit fois l'estimation initiale.
La Gare universitaire (en), qui dessert l'université de Birmingham, sera[Passage à actualiser] rénovée et devrait être achevée à temps pour les Jeux[Passage à actualiser]. L'université de Birmingham doit accueillir[Passage à actualiser] des épreuves de hockey et de squash pour les Jeux. Le cabinet d'architectes Associated Architects (en) basé à Birmingham a conçu le plan directeur de la rénovation de la gare. Ses propositions pour l'arrêt, sur la Birmingham Cross-City Line de banlieue se dirigeant vers le sud-ouest hors de la ville, comprennent un nouveau pont piétonnier sur le canal de Worcester et de Birmingham. Selon la pratique, la nouvelle gare serait[Passage à actualiser] construite à côté de la gare existante qui dessert l'université et pourrait accueillir environ sept millions de passagers par an, soit le double de la fréquentation de la gare actuelle. La rénovation de la gare coûtera[Passage à actualiser] environ 22 millions de livres sterling,. En juillet 2020, il a été annoncé que le coût de la rénovation avait été porté à 56 millions de livres sterling, dont 12 millions de livres sterling seraient financés par le gouvernement britannique.
Le Transport des Midlands de l'Ouest (en) (TfWM) fournira[Passage à actualiser] le premier itinéraire continu de bus interurbain de la ville à temps pour les Jeux. La nouvelle ligne de bus Sprint assurera[Passage à actualiser] un service express le long de la A34 (en) et A45 (en) entre Walsall et Aéroport de Birmingham et Solihull jusqu'à Walsall via le centre-ville (en). Le service sera[Passage à actualiser] zéro émission avec des signaux prioritaires et des couloirs de bus étendus, ainsi qu'une "expérience d'embarquement rapide" pour améliorer les temps de trajet et la fiabilité. Le conseil d'administration de la West Midlands Combined Authority approuvera bientôt[Passage à actualiser] le calendrier de financement et de livraison de 88 millions de livres sterling pour Sprint, qui offrira[Passage à actualiser] aux navetteurs et aux visiteurs des Jeux des services vers des sites clés, notamment le Alexander Stadium, Barclaycard Arena et le Resorts World Arena,.

### Coût et financement

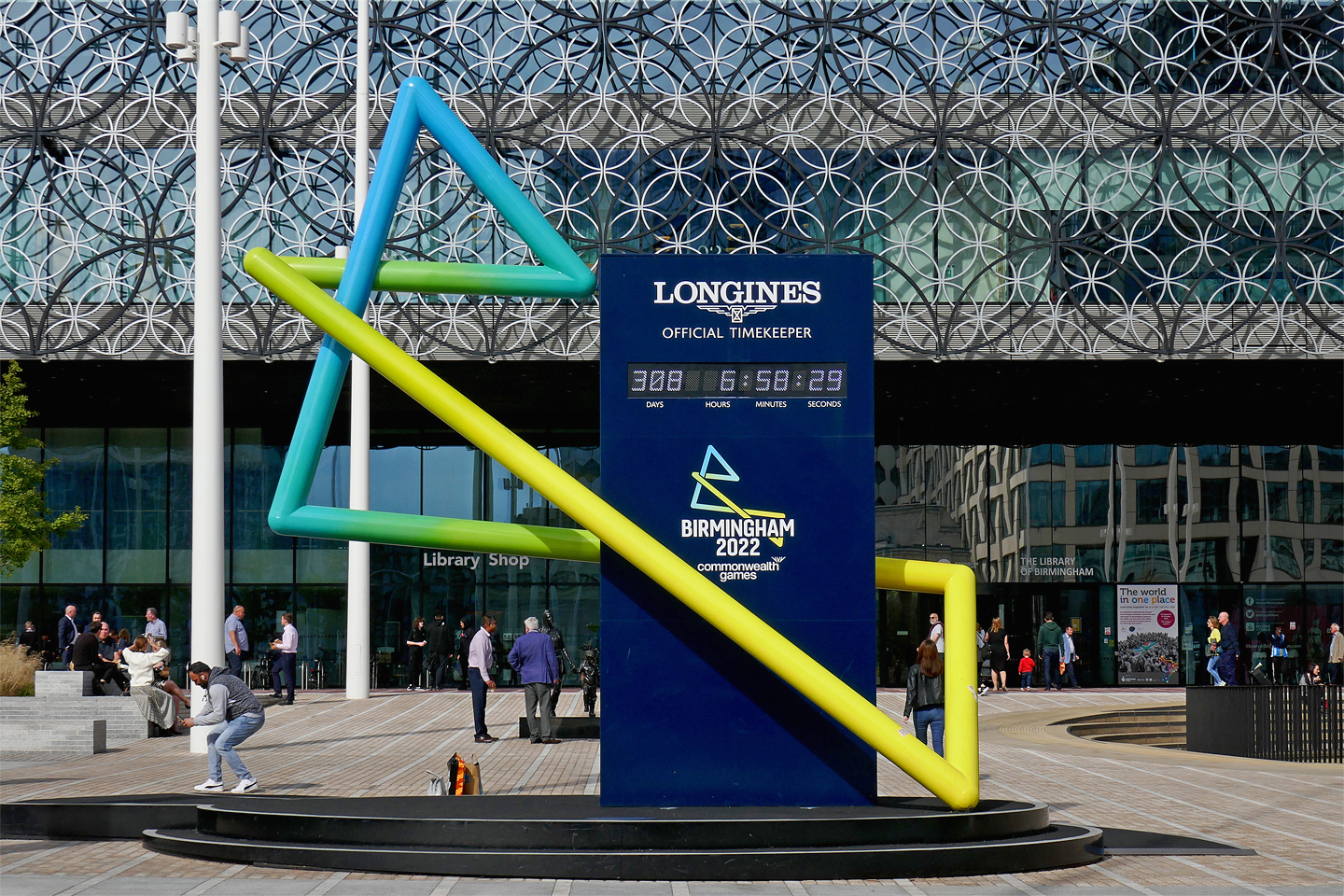
L'horloge officielle du compte à rebours pour les Jeux au Square du Centenaire.

Au moment de la soumission de la candidature au CGF, le comité de candidature a annoncé que l'événement coûterait 750 millions de livres sterling (950 millions de dollars). Le 25 juin 2019, le gouvernement britannique a annoncé que l'événement coûterait 778 millions de livres sterling (~ 1 milliard de dollars). Le gouvernement britannique couvrira[Passage à actualiser] les 75 % (594 millions de livres sterling) et le Conseil municipal de Birmingham (en) couvrira[Passage à actualiser] les 25 % restants (184 millions de livres sterling). Le budget est inférieur aux 967 millions de livres dépensés pour les Jeux du Commonwealth de 2018, mais supérieur aux 543 millions de livres dépensés pour les Jeux du Commonwealth de 2014. Il devrait s'agir[Passage à actualiser] de l'événement sportif le plus cher du Royaume-Uni depuis les Jeux olympiques d'été de 2012 à Londres, qui ont coûté 8,8 milliards de livres sterling (11 milliards de dollars).

### Billetterie
Plus d'un million de billets devraient être[Passage à actualiser] émis pour les Jeux. Un scrutin pour les résidents locaux s'est ouvert le 14 juillet 2021, le principal scrutin public devant se dérouler du 8 au 30 septembre[Passage à actualiser].

### Sécurité
La Police des Midlands de l'Ouest (en) a identifié qu'environ 3 000 agents seront[Passage à actualiser] déployés pour patrouiller les Jeux du Commonwealth de 2022. 1 000 d'entre eux proviendront[Passage à actualiser] de la police des West Midlands et 2 000 proviendront[Passage à actualiser] d'un accord d'« aide mutuelle » avec d'autres forces britanniques.

### Relais du bâton de la Reine

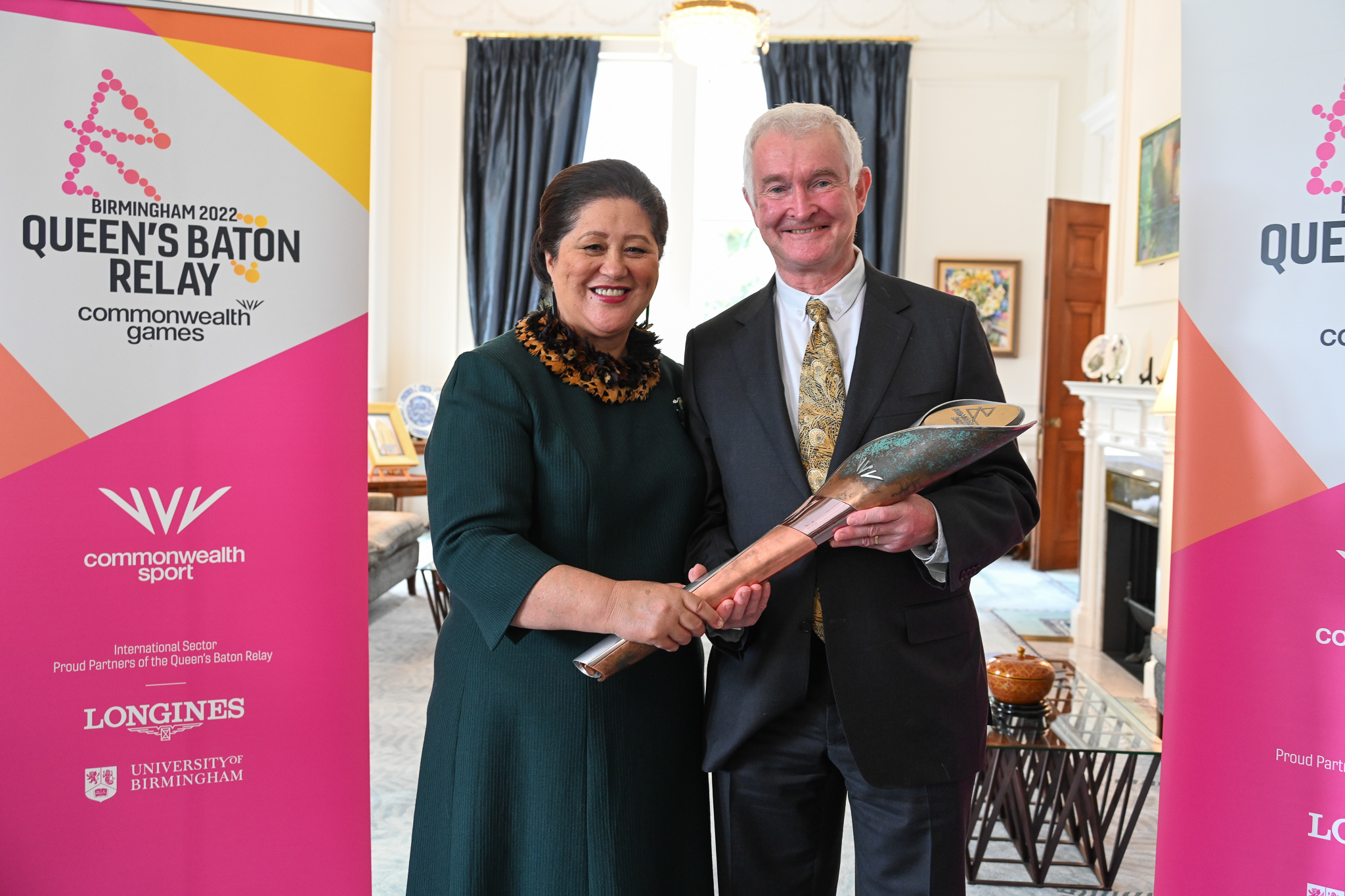
Passage du bâton, détenu par le gouverneur général de la Nouvelle-Zélande Cindy Kiro, à Richard Davies.

Le bâton de la Reine (en) des Jeux du Commonwealth de 2022 a été dévoilé le 29 septembre 2021. Conçu par une équipe dirigée par l'artiste zimbabwéenne Laura Nyahuye (en) en collaboration avec Raymont-Osman Product Design et Kajul, il est construit utilisant la cire perdue. Il incorpore des métaux cuivre, aluminium et laiton symbolisant des médailles, et une bande de platine à l'occasion du Jubilé de platine d'Élisabeth II. Il contient également une caméra à 360 degrés (en), un système d'éclairage LED lié à un cardiofréquencemètre (et affichant différents effets lorsqu'il est tenu par deux personnes), et des capteurs pour enregistrer les conditions environnementales, dont les données seront[Passage à actualiser] analysées par une équipe de l'université de Birmingham à la suite du relais,,.
Nyahuye a déclaré que le bâton était conçu pour « se rapporter » aux pays et aux résidents du Commonwealth, et refléter « l'authenticité et l'honnêteté » de son voyage ; ces objectifs ont été atteints en évitant l'utilisation de métaux précieux et grâce à son utilisation de cuivre, qui est conçu pour s'oxyder et développer une patine sarcelle au cours du relais.
Le relais a commencé le 7 octobre 2021 au palais de Buckingham à Londres et durera[Passage à actualiser] 294 jours, parcourant 72 nations et territoires du Commonwealth. Après avoir placé son message à l'intérieur du bâton, la reine Élisabeth II l'a présenté à l'athlète et cycliste Kadeena Cox britanniques. Lors de la cérémonie d'ouverture, le bâton sera[Passage à actualiser] remis à Charles, prince de Galles, qui lira[Passage à actualiser] le message de la reine pour l'ouverture officielle des Jeux,.

## Sites

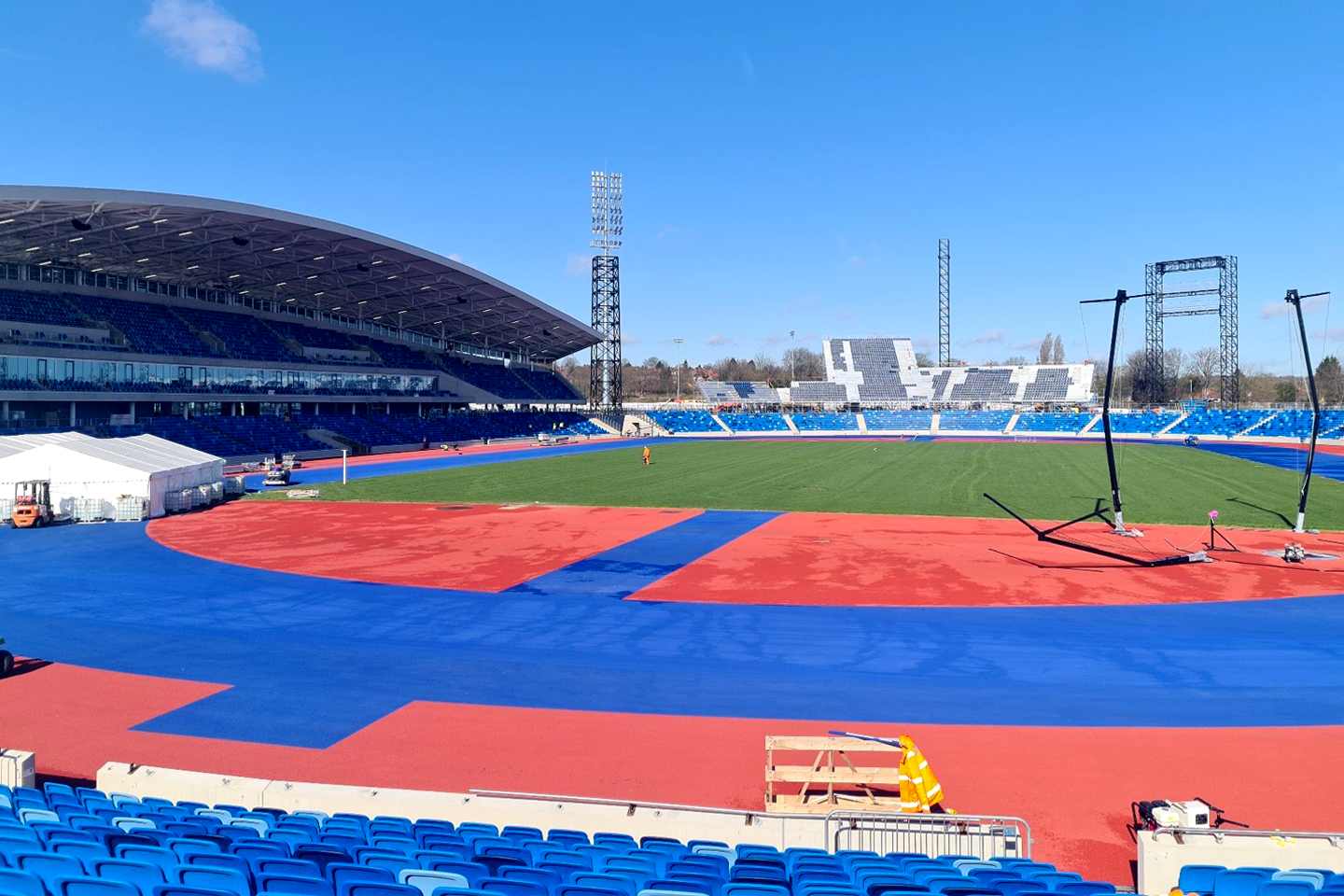
Alexander Stadium en rénovation pour les Jeux (septembre 2021)

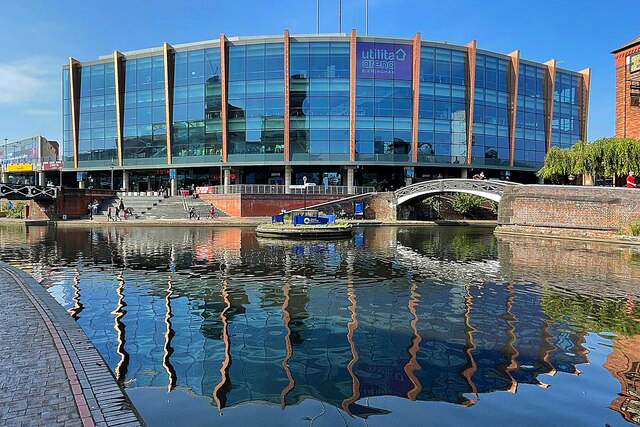
Barclaycard Arena

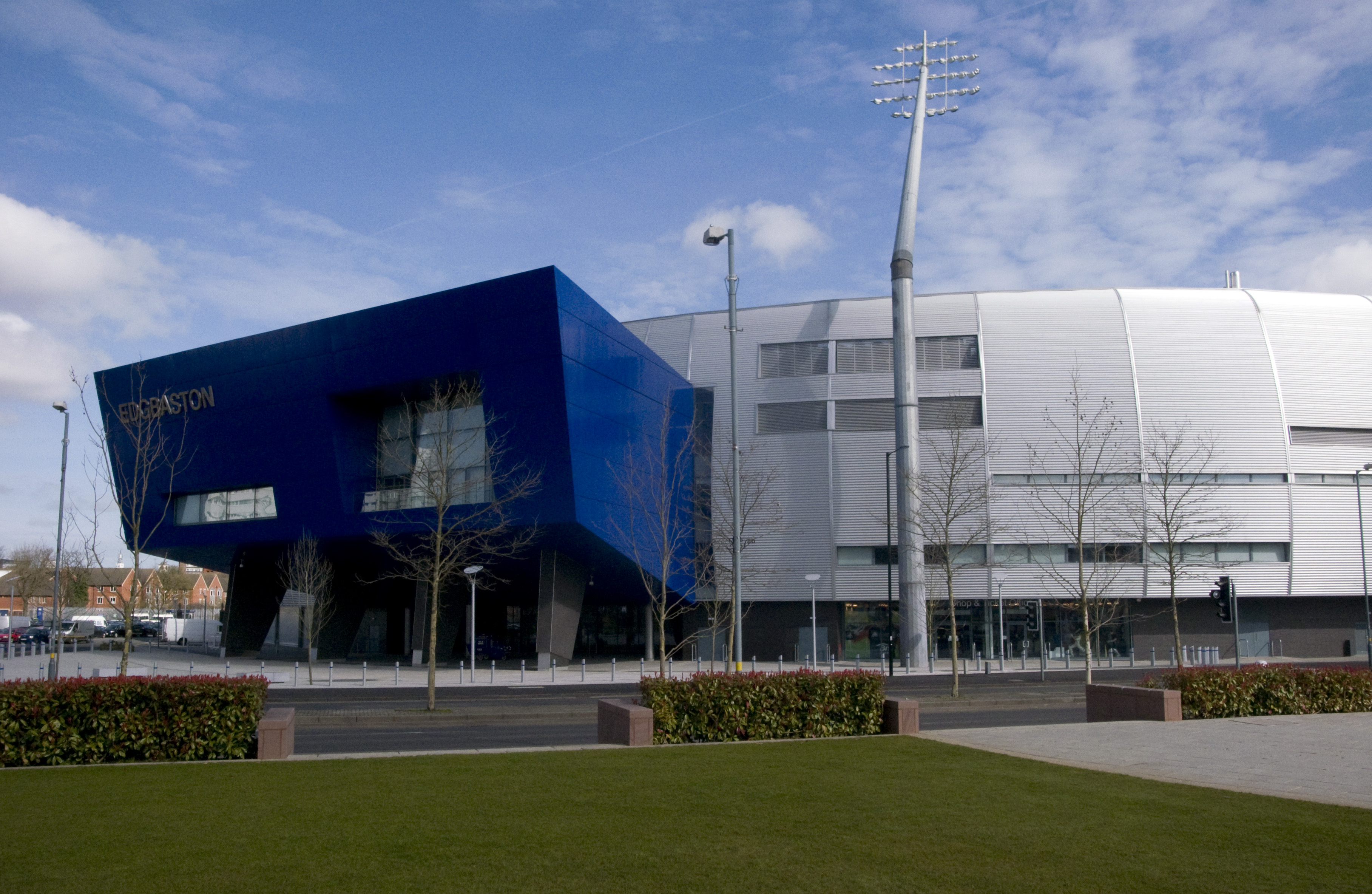
Edgbaston Cricket Ground

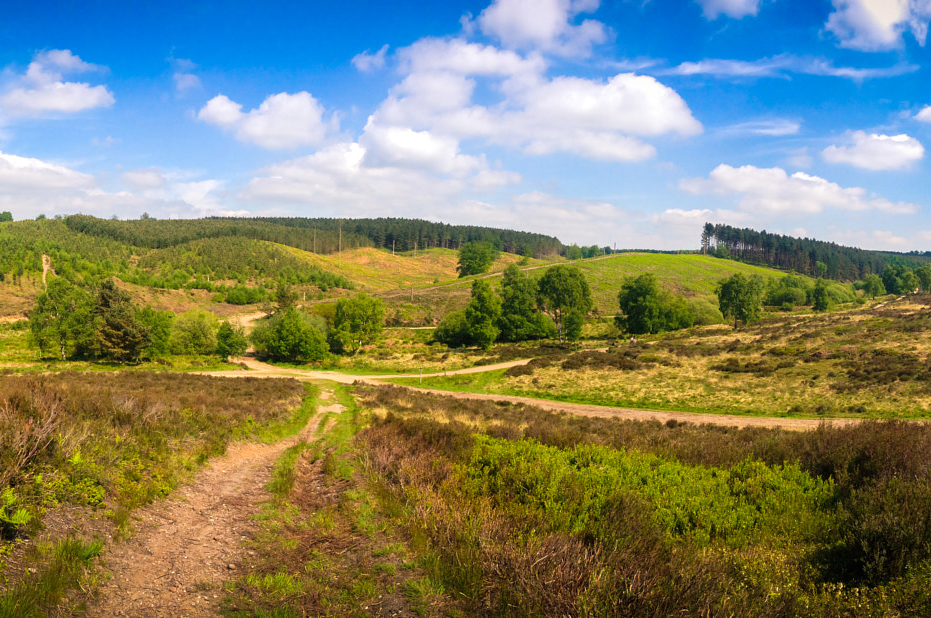
Cannock Chase Forest

Birmingham 2022 se déroulera[Passage à actualiser] sur quinze sites répartis dans la région des Midlands de l'Ouest, dont sept, dont le stade d'athlétisme et le parcours du marathon, étant situés dans la ville de Birmingham. Le complexe National Exhibition Centre, situé en périphérie de la ville dans le Solihull voisin, accueillera les Jeux à la fois dans ses halls d'exposition et au NEC Arena. Les six autres hôtes régionaux sont Coventry, Cannock Chase, Royal Leamington Spa, Sandwell, Warwick et Wolverhampton. Un seizième site, le Lee Valley VeloPark à Stratford, dans l'est de Londres, accueillera[Passage à actualiser] le cyclisme sur piste.

### Birmingham
- Alexander Stadium (rénové) - cérémonie d'ouverture, cérémonie de clôture, athlétisme
- Barclaycard Arena (existant) - gymnastique
- Edgbaston Cricket Ground (existant) - cricket
- Smithfield (stades temporaires construits à cet effet) - basket-ball 3x3, basket-ball en fauteuil roulant 3x3, volley-ball de plage
- Sutton Park (existant) - triathlon
- University of Birmingham Hockey & Squash Centre (existant) - hockey, squash
- Victoria Square (existant) - marathon (arrivée)

### Midlands de l'Ouest
- District de Cannock Chase: Cannock Chase (existant) - cyclisme (VTT, route, contre-la-montre)
- Coventry: Coventry Arena (existant) - rugby à sept, judo, lutte
- Royal Leamington Spa: Victoria Park (existant) - boulingrin
- Sandwell: Sandwell Aquatics Centre (construit à cet effet) - sports aquatiques
- Solihull: National Exhibition Centre (existant)
  - Salle 1 - haltérophilie, haltérophilie handisport
  - Salle 3 - tennis de table
  - Salle 4 - boxe
  - Salle 5 - badminton
- Solihull: Resorts World Arena (existant) - netball
- Warwick: St. Nicholas' Park (existant) - cyclisme (route)
- Wolverhampton: West Park (existant) - cyclisme (contre-la-montre)

### Sud-Est
- Londres: Vélodrome (existant) - cyclisme (piste)

## Cérémonies

### Cérémonie d'ouverture
Les cérémonies d'ouverture des Jeux du Commonwealth de 2022 devraient se tenir[Passage à actualiser] au stade Alexander le 28 juillet 2022. Le directeur Iqbal Khan a déclaré que la cérémonie viserait[Passage à actualiser] à mettre en valeur la "confiance vive et vibrante" de Birmingham. Il devrait être titré[Passage à actualiser] par le groupe new wave basé à Birmingham Duran Duran, tandis que Tony Iommi de Black Sabbath– qui est également originaire de Birmingham – se produira[Passage à actualiser] aux côtés de Soweto Kinch lors d'une partie de la cérémonie.

### Cérémonie de clôture
La cérémonie de clôture aura lieu[Passage à actualiser] le 8 août 2022, avec le retour des 72 pays à l'Alexander Stadium et le drapeau de la Fédération des Jeux du Commonwealth sera[Passage à actualiser] remis aux Jeux du Commonwealth de 2026.

## Les jeux

### Associations participantes aux Jeux du Commonwealth
Au 18 juillet 2022, toutes les 72 nations ont confirmé qu'elles enverraient des athlètes aux Jeux du Commonwealth de 2022.
| Afrique | Amériques | Asie | Caraïbes | Europe | Océanie |
| --- | --- | --- | --- | --- | --- |
| - Botswana (36) - Cameroun (36) - Eswatini (12) - Gambie (16) - Ghana (101) - Kenya (123) - Lesotho (21) - Malawi (22) - Maurice (62) - Mozambique (14) - Namibie (33) - Nigeria (94) - Rwanda (16) - Seychelles (27) - Sierra Leone (27) - Afrique du Sud (228) - Tanzanie (17) - Ouganda (77) - Zambie (41) | - Bahamas (28) - Belize (13) - Bermudes (17) - Canada (269) - Îles Malouines (16) - Guyana (32) - Sainte-Hélène (11) | - Bangladesh (30) - Brunei (7) - Inde (215) - Malaisie (103) - Maldives (24) - Pakistan (68) - Singapour (67) - Sri Lanka (114) | - Anguilla (13) - Antigua-et-Barbuda (13) - Barbade (65) - Îles Vierges britanniques (19) - Îles Caïmans (21) - Dominique (11) - Grenade (14) - Jamaïque (120) - Montserrat (5) - Saint-Christophe-et-Niévès (6) - Sainte-Lucie (13) - Saint-Vincent-et-les-Grenadines (21) - Trinité-et-Tobago (72) - Îles Turques-et-Caïques (11) | - Angleterre (Hôte) - Chypre (53) - Gibraltar (23) - Guernesey (28) - Île de Man (34) - Jersey (28) - Malte (29) - Irlande du Nord (97) - Écosse (254) - Pays de Galles (201) | - Australie (427) (Tenant du titre) - Îles Cook (18) - Fidji (64) - Kiribati (6) - Nauru (16) - Nouvelle-Zélande (233) - Niue (15) - Île Norfolk (10) - Papouasie-Nouvelle-Guinée (34) - Samoa (38) - Îles Salomon (19) - Tonga (28) - Tuvalu (6) - Vanuatu (17) |
| 19 pays | 7 pays | 8 pays | 14 pays | 10 pays | 14 pays |

## Sports
Une nouvelle édition de la Charte des Jeux du Commonwealth entre en vigueur pour ces Jeux. En plus des dix sports de base qui faisaient partie des Jeux du Commonwealth de 2018 — athlétisme, badminton, boxe, hockey sur gazon, boulingrin, netball (pour les femmes), rugby à sept, squash, natation et haltérophilie — cinq nouveaux sports seront intégrés dans cette catégorie : cyclisme sur route, judo, triathlon, tennis de table, et lutte. La charte stipule également obligatoirement qu'un certain nombre d'événements pour les athlètes d'élite handicapés doivent être intégrés dans le nombre final d'événements dans quatre sports de base : l'athlétisme, le boulingrin, la natation et l'haltérophilie (ce dernier est en fait représenté par une variante de powerlifting). Ce document établit également la liste des sports et disciplines optionnels pouvant être choisis par l'organisation de chaque édition : tir à l'arc (arc classique), basket-ball (3x3), beach-volley, cyclisme (VTT et piste), gymnastique rythmique, et tir (cible en terre battue, gros calibre, petit calibre et pistolet). Cette même règle établit également que les épreuves suivantes pour les athlètes handicapés sont facultatives : basket-ball en fauteuil roulant (3x3), paracyclisme sur piste, paratennis de table et paratriathlon. Y compris les sports obligatoires et optionnels (disciplines), il ne doit pas y avoir plus de 4 sports d'équipe au programme des Jeux du Commonwealth. Si le basket-ball (3x3) est sélectionné parmi les sports optionnels, le basket-ball (para 3x3 en fauteuil roulant) devient une épreuve obligatoire (ou vice versa), auquel cas le sport du basket-ball sera considéré comme un sport d'équipe. Dans les cas où le cricket est sélectionné parmi les sports optionnels, le basketball en fauteuil roulant devient également une partie du programme et pourrait être un sport d'équipe exceptionnel. En respectant les exigences locales, un sport supplémentaire ou certains événements supplémentaires peuvent être inclus dans cette liste, mais ils peuvent devoir être approuvés par la Fédération des Jeux du Commonwealth deux ans avant la prochaine édition. Les règles actuelles déterminent également la parité entre les sexes, ce qui donne le même nombre d'événements dans le programme à jouer par les hommes et les femmes,.
Avec ces modifications approuvées en 2018, le programme de cette édition sera en partie différent de ce qui était disputé quatre ans auparavant. Outre l'ajout du judo aux sports de base, les organisateurs locaux ont choisi d'organiser un tournoi de cricket féminin, profitant de l'infrastructure locale. Revenir aux jeux pour la première fois aux Jeux du Commonwealth de 2018, en raison de divers problèmes de calendrier, le sport sera exclusivement féminin pour la première fois.
Certaines épreuves feront partie de l'événement pour la première fois, comme le basketball 3x3 et son pendant en fauteuil roulant. On s'attend à ce que cette édition ait le plus grand nombre d'épreuves disponibles pour les femmes et les athlètes handicapés dans l'histoire des Jeux.
En octobre 2020, le nombre définitif d'événements à jouer à Birmingham a été révélé. Il y aura 283 finales disputées dans 22 sports. Autre différence par rapport à 2018, le nombre d'épreuves pour les femmes (136) sera plus élevé que pour les hommes (134). Ce sera la première fois dans l'histoire d'un grand événement multisportif que cela se produira. De plus, 13 épreuves mixtes seront disputées puisque quelques nouveaux relais sont inclus en athlétisme et en natation. Parallèlement au tournoi de cricket, le nombre d'événements disponibles pour les athlètes d'élite handicapés (EAD) est également passé de 36 à 42, à mesure que les relais universels sont ajoutés sur l'athlétisme et la natation, ainsi que le premier tournoi de basket-ball en fauteuil roulant de l'histoire des Jeux. De plus, certains sports ont vu leurs épreuves modifiées, comme le remplacement du basket par le basket 3x3. Cette liste n'inclut pas les événements qui se tiendront en Inde et peut être revue à tout moment.
- Athlétisme (59) (détails)
- Badminton (6) (détails)
- Basket-ball à trois (4) (détails)
- Beach-volley (2) (détails)
- Boulingrin (11) (détails)
- Boxe (16) (détails)
- Cricket (1) (détails)
- Cyclisme (détails)
  -  Piste (20)
  -  Route (4)
  -  VTT (2)
- Force athlétique (4) (détails)
- Gymnastique (détails)
  -  Artistique (14)
  -  Rythmique (6)
- Haltérophilie (16) (détails)
- Hockey sur gazon (2) (détails)
- Judo (14) (détails)
- Lutte (12) (détails)
- Netball (1) (détails)
- Rugby à sept (2) (détails)
- Sports nautiques (détails)
  -  Plongeon (12)
  -  Natation (54)
- Squash (5) (détails)
- Tennis de table (11) (détails)
- Triathlon (5) (détails)

### Nouveaux sports
Le 22 décembre 2017, la BBC a signalé que les organisateurs des jeux étaient en pourparlers avec le Conseil international du cricket (ICC) au sujet de l'inclusion du cricket féminin. En novembre 2018, la CPI a confirmé qu'elle avait soumis une offre pour inclure le cricket féminin aux Jeux. L'offre a été faite en partenariat avec le England and Wales Cricket Board (ECB).
Il a également été signalé que le tir serait probablement exclu des jeux en raison du manque d'installations autour de Birmingham. Le tir a été inclus à tous les Jeux du Commonwealth depuis Christchurch 1974. En janvier 2018, l'abandon du tir du programme des jeux a été confirmé par le PDG du CGF David Grevemberg,,. En décembre 2018, la Fédération internationale de tir sportif (ISSF) comprenant le président de l'ISSF Vladimir Lisin et le PDG de British Shooting (BS) Hamish McInnes s'est rendue à Birmingham et a discuté avec le comité d'organisation de Birmingham pour ajouter le tir dans les Jeux du Commonwealth de 2022.
En décembre 2018, la World Archery Federation (WA) a confirmé qu'elle avait soumis une proposition pour l'inclusion du tir à l'arc dans les Jeux. L'offre a été faite en partenariat avec Archery GB et incluait Aston Hall comme site de compétition suggéré.
En juin 2019, le comité d'organisation de Birmingham a recommandé le para-tennis de table et le beach-volley pour les Jeux et la proposition a été approuvée par le conseil d'administration du CGF,.
Le CGF a officiellement annoncé le 13 août 2019 que le cricket féminin T20, le beach-volley et le tennis de table para ont été inclus dans les Jeux tandis que le tir à l'arc et le tir ont été exclus,,,,.
En janvier 2020, Indian Olympic Association (IOA), qui est également l'entité responsable de la participation du pays aux Jeux du Commonwealth, a soumis une proposition au CGF pour organiser des championnats de tir à l'arc et de tir à Chandigarh en janvier 2022. La proposition a été soutenue par la National Rifle Association of India (NRAI), le Gouvernement indien, l'ISSF et WA,,. Le conseil exécutif du CGF a approuvé la proposition lors de sa réunion à Londres qui a eu lieu du 21 au 23 février 2020, et a également confirmé que les championnats de tir et de tir à l'arc du Commonwealth 2022 et les Jeux du Commonwealth 2022 seront deux événements du Commonwealth organisés et financés séparément. Évènements sportifs. Le CGF publiera un tableau des médailles une semaine après la cérémonie de clôture des Jeux du Commonwealth de Birmingham 2022 qui comprend les résultats des Championnats de tir à l'arc et de tir du Commonwealth de Chandigarh 2022, en tant que classement supplémentaire et final des nations et territoires en compétition dans les compétitions respectives,,. En juillet 2021, le CGF a annoncé que l'événement avait été annulé en raison de la pandémie de Covid-19 en Inde.
En février 2022, le CGF a annoncé que Esport serait inclus dans les Jeux en tant qu'événement de démonstration et pourrait être ajouté au programme des jeux lors des prochaines éditions. Le championnat inaugural des sports électroniques du Commonwealth aura une marque, des médailles et une organisation distinctes et comprendra les événements hommes et les femmes Dota 2, eFootball et Rocket League.

## Calendrier
Le calendrier est le suivant:
Les dates et heures sont exprimées en Heure d'été du Royaume-Uni (UTC+1)
| OC | Cérémonie d'ouverture | ● | Compétition | 1 | Finales | CC | Cérémonie de clôture |

| Juillet/Août 2022        | Juillet/Août 2022        | Juillet | Juillet | Juillet | Juillet | Août    | Août  | Août  | Août  | Août  | Août  | Août  | Août  | Épreuves |
| Juillet/Août 2022        | Juillet/Août 2022        | Jeu 28  | Ven 29  | Sam 30  | Dim 31  | Lun 1er | Mar 2 | Mer 3 | Jeu 4 | Ven 5 | Sam 6 | Dim 7 | Lun 8 | Épreuves |
| ------------------------ | ------------------------ | ------- | ------- | ------- | ------- | ------- | ----- | ----- | ----- | ----- | ----- | ----- | ----- | -------- |
| Cérémonies               | Cérémonies               | OC      |         |         |         |         |       |       |       |       |       |       | CC    | NC       |
| Basket-ball à trois      | Basket-ball à trois      |         | ●       | ●       | ●       | ●       | 4     |       |       |       |       |       |       | 4        |
| Sports aquatiques        | Plongeon                 |         |         |         |         |         |       |       | 2     | 3     | 3     | 2     | 2     | 64       |
| Sports aquatiques        | Natation                 |         | 7       | 10      | 8       | 8       | 10    | 9     |       |       |       |       |       | 64       |
| Athlétisme               | Athlétisme               |         |         | 4       |         |         | 6     | 7     | 7     | 4     | 15    | 16    |       | 58       |
| Badminton                | Badminton                |         | ●       | ●       | ●       | ●       | 1     | ●     | ●     | ●     | ●     | ●     | 5     | 6        |
| Beach-volley             | Beach-volley             |         |         | ●       | ●       | ●       | ●     | ●     | ●     | ●     | ●     | 2     |       | 2        |
| Boxe                     | Boxe                     |         | ●       | ●       | ●       | ●       | ●     | ●     | ●     |       | ●     | 16    |       | 16       |
| Cricket                  | Cricket                  |         | ●       | ●       | ●       |         | ●     | ●     | ●     |       | ●     | 1     |       | 1        |
| Cyclisme                 |                          |         |         |         |         |         |       |       |       |       |       |       |       |          |
| VTT                      |                          |         |         |         |         |         | 2     |       |       |       |       |       | 26    |          |
| Route                    |                          |         |         |         |         |         |       | 2     |       |       | 2     |       | 26    |          |
| Piste                    |                          | 6       | 4       | 6       | 4       |         |       |       |       |       |       |       | 26    |          |
| Gymnastique              | Artistique               |         | 1       | 1       | 2       | 5       | 5     |       |       |       |       |       |       | 20       |
| Gymnastique              | Rythmique                |         |         |         |         |         |       |       | 1     | 1     | 4     |       |       | 20       |
| Hockey sur gazon         | Hockey sur gazon         |         | ●       | ●       | ●       | ●       | ●     | ●     | ●     | ●     | ●     | 1     | 1     | 2        |
| Judo                     | Judo                     |         |         |         |         | 5       | 4     | 5     |       |       |       |       |       | 14       |
| Boulingrin               | Boulingrin               |         | ●       | ●       | ●       | 2       | 3     | 1     | ●     | 2     | 3     |       |       | 11       |
| Netball                  | Netball                  |         | ●       | ●       | ●       | ●       | ●     | ●     | ●     | ●     | ●     | 1     |       | 1        |
| Haltérophilie handisport | Haltérophilie handisport |         |         |         |         |         |       |       | 4     |       |       |       |       | 4        |
| Rugby à sept             | Rugby à sept             |         | ●       | ●       | 2       |         |       |       |       |       |       |       |       | 2        |
| Squash                   | Squash                   |         | ●       | ●       | ●       | ●       | ●     | 2     | ●     | ●     | ●     | 1     | 2     | 5        |
| Tennis de table          | Tennis de table          |         | ●       | ●       | ●       | 1       | 1     | ●     | ●     | ●     | 3     | 4     | 2     | 11       |
| Triathlon                | Triathlon                |         | 2       |         | 3       |         |       |       |       |       |       |       |       | 5        |
| Haltérophilie            | Haltérophilie            |         |         | 4       | 3       | 3       | 3     | 3     |       |       |       |       |       | 16       |
| Lutte                    | Lutte                    |         |         |         |         |         |       |       |       | 6     | 6     |       |       | 12       |
| Médailles quotidiennes   | Médailles quotidiennes   |         | 16      | 23      | 24      | 28      | 37    | 29    | 16    | 16    | 34    | 45    | 12    | 280      |
| Total accumulé           | Total accumulé           |         | 16      | 39      | 63      | 91      | 128   | 157   | 173   | 189   | 223   | 268   | 280   | 280      |
| Juillet/Août 2022        | Juillet/Août 2022        | Jeu 28  | Ven 29  | Sam 30  | Dim 31  | Lun 1er | Mar 2 | Mer 3 | Jeu 4 | Ven 5 | Sam 6 | Dim 7 | Lun 8 | Total    |
| Juillet/Août 2022        | Juillet/Août 2022        | Juillet | Juillet | Juillet | Juillet | Août    | Août  | Août  | Août  | Août  | Août  | Août  | Août  | Total    |

## Commercialisation

### Emblème
L'emblème officiel a été dévoilé le 27 juillet 2019 au Square du Centenaire lors du festival social du Commonwealth. Il a été conçu par l'agence locale RBL, basée à Royal Leamington Spa et l'emblème est une forme de "B" triangulaire déchiquetée formée par des lignes de dégradé bleu-jaune représentant les principaux sites connectés des Jeux à travers les West Midlands et apportant ensemble pour former la forme "B". Cet emblème est également le premier à utiliser la nouvelle image de marque du CGF, désormais connue sous le nom de Commonwealth Sport. Il a principalement reçu des réactions positives de la part des habitants de la ville et sur les réseaux sociaux et certains l'ont comparé à l'emblème des Jeux olympiques d'été de 2012 à Londres,.

### Sponsors
L'horloger suisse Longines avait signé un accord avec la CGF pour être le partenaire et chronométreur officiel des trois prochaines éditions des Jeux à partir de Birmingham 2022. L'annonce a été faite lorsque la CGF, en partenariat avec Longines et BOCCG a révélé le compte à rebours des Jeux sur la Square du Centenaire le 9 mars 2020 lors de la Commonwealth Day. Le 23 septembre 2020, l'université de Birmingham est devenue le deuxième partenaire officiel des Jeux. L'université fournira les sites et l'hébergement aux athlètes pendant l'événement. L'accord a également confirmé l'université en tant que partenaire officiel de l'étape internationale du relais Queen's Baton des Jeux.

### Mascotte
La mascotte officielle des Jeux du Commonwealth de Birmingham 2022 est Perry, un taureau multicolore. Perry porte le nom du quartier de Birmingham Perry Barr (dans lequel Perry Park est l'endroit où se trouve le principal stade d'athlétisme, Alexander Stadium). Le taureau a une longue histoire en tant que symbole de Birmingham et a été accueilli positivement par le public lors de son lancement. Perry a été conçu par Emma Lou, 10 ans, de Bolton.

## Préoccupations et controverses
Candidature de Birmingham pour les Jeux du Commonwealth de 2022, le comité de candidature de Birmingham a proposé de rénover Alexander Stadium et de l'utiliser pour accueillir les sports et les cérémonies des Jeux. Mais en août 2017, l'ancien chef UK Athletics (UKA) Ed Warner a proposé le London Stadium à Londres pour accueillir les événements sportifs tandis que Birmingham et les Midlands de l'Ouest pour accueillir le reste des événements sportifs des Jeux. Le stade de Londres a accueilli les épreuves d'athlétisme et les ouverture et clôture des Jeux olympiques d'été de 2012 et paralympiques ainsi que les Championnats du monde d'athlétisme 2017 et Championnats d'athlétisme handisport. Ed Warner a affirmé que suffisamment de fonds pourraient être économisés en utilisant le stade de Londres plutôt qu'en rénovant le stade Alexander à Birmingham.
Le 11 avril 2018, le Premier ministre britannique Theresa May a visité le stade Alexander et a annoncé que le stade serait rénové pour les Jeux pour un coût de 70 millions de livres sterling. Elle a déclaré que l'investissement profiterait à la communauté locale et à la région des West Midlands.
En février 2019, le conseiller Paul Tilsley a affirmé que le stade Alexander rénové deviendrait un éléphant blanc après les Jeux, car aucun locataire à long terme du stade n'a été identifié. Il était également préoccupé par l'arrangement de financement des Jeux et a affirmé que dépenser des fonds pour organiser les Jeux pourrait engendrer une dette très lourde pour le conseil.
Le 21 juin 2019, le Conseil municipal de Birmingham a publié les images et les plans de rénovation du stade Alexander et a affirmé que cela créerait un patrimoine pour la zone de Perry Barr dans laquelle il se trouve. Le conseil a affirmé que le stade pourrait devenir le siège permanent de l'UKA et accueillir de grands événements d'athlétisme tels que la réunion Diamond League qui se tient actuellement au stade de Londres. Mais l'ancien chef de l'UKA, Ed Warner, a affirmé que le déplacement des principaux événements sportifs de Londres à Birmingham serait peu attrayant pour l'UKA, tant sur le plan financier qu'en termes de profil sportif. Un porte-parole de l'UKA a également déclaré à la Press Association que l'UKA n'avait pas l'intention de retirer les événements d'athlétisme du stade de Londres.
Le 30 janvier 2020, le comité de planification du conseil municipal de Birmingham a approuvé les plans de rénovation du stade Alexander, qui coûteraient 72 millions de livres sterling. Le stade rénové accueillerait également une gamme de locataires, dont le Birchfield Harriers Athletics Club et la Birmingham City University.
Les épreuves de cyclisme sur piste auront lieu au vélodrome Lee Valley VeloPark à Londres, à 218 km de la ville hôte des Jeux, Birmingham. Cela a été confirmé par Ian Ward, chef du conseil municipal de Birmingham et responsable de la candidature Birmingham 2022, le jour de l'annonce de la ville hôte des Jeux. Il a cité la raison pour laquelle les West Midlands ne disposent pas d'installations appropriées pour accueillir le cyclisme sur piste. Le comité de candidature de Birmingham avait étudié l'utilisation de la Derby Arena à Derby pour organiser le cyclisme sur piste ou la conversion de la Barclaycard Arena en vélodrome temporaire, mais a plutôt choisi d'utiliser le vélodrome Lee Valley VeloPark à Londres. Le Lee Valley VeloPark est situé sur le Parc olympique de Londres à Stratford, East London et a déjà accueilli le cyclisme sur piste des Jeux olympiques d'été de 2012 et Jeux paralympiques ainsi qu'aux Championnats du monde de cyclisme sur piste 2016.

## Droits de diffusion
En novembre 2019, Sky a acquis les droits de diffusion des Jeux de 2022 et 2026 en Nouvelle-Zélande et dans les îles du Pacifique. En juillet 2020, la société de production Sunset+Vine a été nommée diffuseur hôte de l'événement. En octobre 2020, BBC a acquis les droits de diffusion de l'événement au Royaume-Uni. En octobre 2021, Seven Network a acquis les droits de diffusion des Jeux de 2022 en Australie.
| Pays             | Titulaire des droits | Références |
| ---------------- | -------------------- | ---------- |
| Australie        | Seven Network        | [ 108 ]    |
| Nouvelle-Zélande | Sky NZ               | [ 105 ]    |
| Royaume-Uni      | BBC                  | [ 107 ]    |